# Индикан
Индикан — бесцветное органическое вещество, хорошо растворимое в воде; продукт нейтрализации индола печенью. Является предшественником индиго. Встречается в растениях рода Индигофера.

## Химические свойства
- Индикан является гликозидом. При его гидролизе образуются β-D-глюкоза и индоксил.
- При действии на индикан (или индоксил) мягким окислителем, например атмосферным кислородом, образуется синяя краска индиго.

## Биосинтез
В организме человека индикан является конечным продуктом распада триптофана:

1) В толстом кишечнике в процессе гниения белков под действием бактерий а затем конъюгирует с сульфатом калия или глюкуроновой кислотой, в результате образуются соответственно калиевая соль индоксилсерной кислоты и индоксилглюкуроновая кислота (это обычный путь печёночной детоксикации). Оба эти вещества имеют общее название индикан ; по другим источникам, индиканом называется только калиевая соль индоксилсерной кислоты.

3) Индикан поступает в почки и выделяется с мочой.

## Клиническое значение
Количество индикана в моче определяют для оценки интенсивности процессов гниения белков в кишечнике и детоксикационной функции печени.